# Isosaari (ö i Finland, Lappland, Norra Lappland, lat 67,36, long 26,85)
Isosaari är en ö i Finland. Den ligger i sjön Orajärvi och i kommunen Sodankylä i den ekonomiska regionen Norra Lappland och landskapet Lappland, i den norra delen av landet, 800 km norr om huvudstaden Helsingfors. Öns area är 2,3 hektar och dess största längd är 300 meter i sydöst-nordvästlig riktning.